# 美山町 (豊田市)
美山町（みやまちょう）は、愛知県豊田市の町名。現行行政地名は美山町1丁目から5丁目。

## 地理
豊田市西部、挙母地区の西部に位置し、東は柿本町、北は本地町、南東は深田町、南西は田中町に接する。

## 世帯数と人口
2023年（令和5年）2月1日現在の世帯数と人口は以下の通りである。
| 町丁   | 世帯数  | 人口    |
| ------ | ------- | ------- |
| 美山町 | 848世帯 | 1,759人 |

### 人口の変遷
国勢調査による人口の推移
| 1995年（平成7年）  | 1,425人 | [ 5 ] |  |
| 2000年（平成12年） | 1,535人 | [ 6 ] |  |
| 2005年（平成17年） | 1,529人 | [ 7 ] |  |
| 2010年（平成22年） | 1,674人 | [ 8 ] |  |
| 2015年（平成27年） | 1,805人 | [ 9 ] |  |

## 学区
市立小・中学校に通う場合、学区は以下の通りとなる。
| 番・番地等 | 小学校             | 中学校             | 高等学校普通科 |
| ---------- | ------------------ | ------------------ | -------------- |
| 全域       | 豊田市立美山小学校 | 豊田市立逢妻中学校 | 三河学区       |

## 歴史

### 沿革
- 1959年（昭和34年）5月1日 - 大字本地の各一部より、美山町が成立[11]。

## 施設
- 豊田市立美山小学校
- 美山幼稚園
- 豊田美山郵便局
- ロイヤルホテルうお八
- サギサカ本社

## 交通

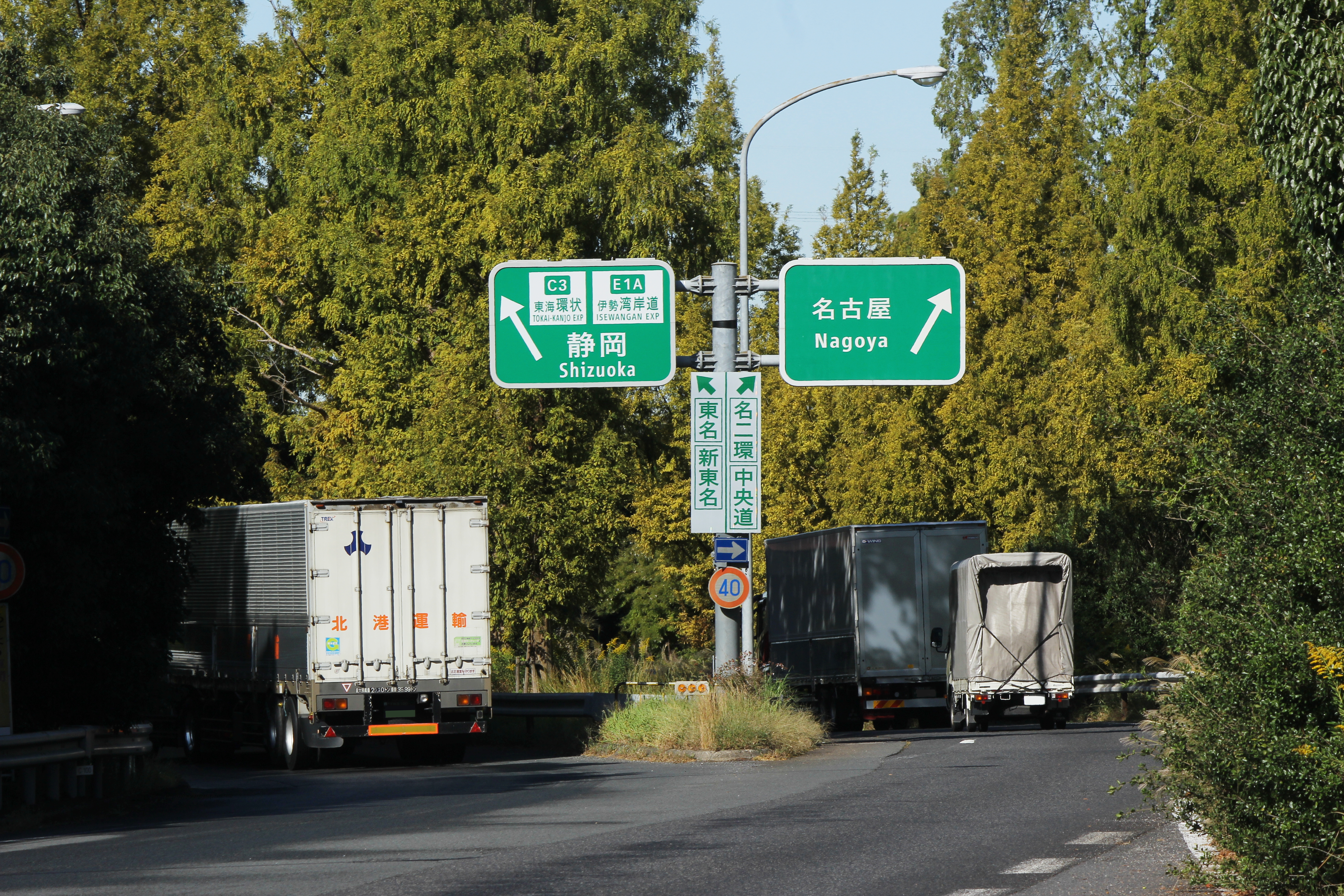
東名高速道路豊田IC

- 国道155号（豊田南バイパス）
- 愛知県道76号豊田安城線
- 愛知県道489号本地鴛鴨線
- 東名高速道路 豊田IC

## その他

### 日本郵便
- 郵便番号 : 471-0849[2]（集配局：豊田郵便局[12]）。